# Tonio Borg
Tonio Borg (né le 12 mai 1957 à Malte), est un homme politique maltais. Vice-premier ministre de Malte du 23 mars 2004 au 28 novembre 2012 et ministre des Affaires étrangères du 12 mars 2008 au 28 novembre 2012.
Il est ministre de l'Intérieur d'avril 1995 à octobre 1996 et du 8 septembre 1998 au 12 mars 2008. Il devient ministre de la Justice en avril 2003 jusqu'au 12 mars 2008.

## Biographie
Il est élu en mars 2004, vice-président du Parti nationaliste. Le 23 mars 2004, il est nommé vice-premier ministre.
Il devient le 28 novembre 2012 commissaire européen à la santé et à la politique des consommateurs en remplacement de 
John Dalli, démissionnaire. Le 1er juillet 2013, à la suite de l'entrée de la Croatie dans l'Union européenne, il devient Commissaire européen à la santé (la Protection des consommateurs revenant au croate Neven Mimica).

## Prises de position et controverses
Tout en reconnaissant la compétence des États membres en la matière et en répétant sa volonté de vouloir respecter les traités existants, Tonio Borg a été remarqué pour ses prises de position conservatrices sur différentes questions de société, notamment:
- Avortement: Tonio Borg et Lawrence Gonzi ont affirmé que l'avortement ne serait jamais légal à Malte tant qu'ils dirigeraient le pays[2].
- Divorce: Tonio Borg a voté contre la légalisation du divorce à Malte en 2011 (le texte a finalement été approuvé à 52 contre 11 voix[3])
- Droits des couples homosexuels: Tonio Borg "considère qu'en tant que politique, il n'a aucune responsabilité dans la protection des couples de même sexe." [4]

Ces prises de position sont à l'origine de polémiques chez les socialistes européens.

## Distinctions
- Ordre de la Croix de Terra Mariana de première classe